# Urum al-Dżauz
Urum al-Dżauz (arab. أورم الجوز) – wieś w Syrii, w muhafazie Idlib. W 2004 roku liczyła 4683 mieszkańców.